# Словачка асоцијација америчког фудбала
Словачка асоцијација америчког фудбала (СААФ) (слч. Slovenská asociácia amerického futbalu) је организација која управља америчким фудбалом у Словачкој. Седиште асоцијације је у Лужјанкима, а основана је 2010. године. Тренутни председник је Јан Полак.

## Историјат
Словачка асоцијација америчког фудбала настала је 2010. године спајањем два одвојена савеза - СЗАФ и СААФ. Од јула 2014. године СААФ је чланица међународне организације америчког фудбала ИФАФ. У Словачкој постоји тренутно 10 клубова који се такмиче у државном првенству. Првенство се организује од 2010. године.

## Такмичења
Под покровитељством СААФ-а функционишу три такмичења у америчком фудбалу.
| Такмичења | Словачка лига у америчком фудбалу Словачка лига у америчком фудбалу 7 на 7 Флег лига Словачке |

## Клубови
У Словачкој постоји укупно десет клубова. Најстарији и најуспешнији тим су Монархси Братислава, који су основани 1996. године. Осим Монархса, постоје и Димонси Банска Бистрица, Стилерси Касовија, Најтси Њитра, затим Иглси Смоленице, Кингси Тополчани, Булдогси Трнава, Вориорси Жилина и Патриотси Звољен.